# 第37回全国高等学校バレーボール選抜優勝大会
第37回全国高等学校バレーボール選抜優勝大会（だい37かいぜんこくこうとうがっこうバレーボールせんばつゆうしょうたいかい）は、2006年3月20日（月曜）から3月26日（日曜）まで7日間にわたって国立代々木第1体育館で行われた全国高等学校バレーボール選抜優勝大会である。

## 概要
- 3月17日に男子・南北海道代表のとわの森三愛が大会直前の不祥事を理由に出場を辞退し、地区大会準優勝の東海大第四が代替出場となる。

### 日程
- 3月20日 - 開会式・1回戦
- 3月21日 - 1回戦・2回戦
- 3月22日 - 2回戦
- 3月23日 - 3回戦
- 3月24日 - 準々決勝
- 3月25日 - 準決勝
- 3月26日 - 決勝戦・閉会式

## 出場校

### 男子
- 前年度優勝 深谷（2年連続24回目・埼玉）

北海道・東北
- 北北海道代表 白樺学園（3年ぶり5回目）
- 南北海道代表 東海大第四（2年ぶり31回目）
- 青森県代表 青森工業（初出場）
- 岩手県代表 盛岡南（4年連続13回目）
- 宮城県代表 東北（7年連続22回目）
- 秋田県代表 雄物川（12年連続12回目）
- 山形県代表 山形南（2年連続8回目）
- 福島県代表 磐城二（2年連続2回目）

関東
- 茨城県代表 霞ヶ浦（4年連続5回目）
- 栃木県代表 足利工大附属（20年連続25回目）
- 群馬県代表 明和県央（初出場）
- 埼玉県代表 伊奈学園総合（10年ぶり2回目）
- 千葉県代表 市立船橋（4年連続14回目）
- 東京都代表Ⅰ 東亜学園（2年連続22回目）
- 東京都代表Ⅱ 駿台学園（12年ぶり4回目）
- 東京都開催地 安田学園（2年ぶり7回目）
- 神奈川県代表Ⅰ 市立橘（9年連続11回目）
- 神奈川県代表Ⅱ 秦野南が丘（8年ぶり4回目）
- 山梨県代表 日本航空（4年連続4回目）

東海・北信越
- 新潟県代表 新発田中央（初出場）
- 長野県代表 岡谷工業（23年連続28回目）
- 富山県代表 富山第一（2年連続3回目）
- 石川県代表 金沢商業（3年ぶり8回目）
- 福井県代表 福井（2年ぶり18回目）
- 静岡県代表 下田南（2年連続6回目）
- 愛知県代表 星城（5年連続5回目）
- 岐阜県代表 関商工（2年ぶり4回目）
- 三重県代表 皇學館（2年連続6回目）

近畿
- 滋賀県代表 近江（8年連続20回目）
- 京都府代表 花園（14年ぶり5回目）
- 大阪府代表Ⅰ 大塚（2年連続3回目）
- 大阪府代表Ⅱ 大商大高（2年ぶり28回目）
- 兵庫県代表 市立尼崎（6年連続10回目）
- 奈良県代表 添上（2年連続19回目）
- 和歌山県代表 開智（12年連続12回目）

中国
- 鳥取県代表 鳥取工業（3年連続11回目）
- 島根県代表 安来（4年連続8回目）
- 岡山県代表 金光学園（3年ぶり3回目）
- 広島県代表 崇徳（4年連続26回目）
- 山口県代表 多々良学園（初出場）

四国
- 徳島県代表 阿南工業（2年ぶり3回目）
- 香川県代表 高松工芸（3年連続13回目）
- 愛媛県代表 松山工業（2年連続17回目）
- 高知県代表 高知（2年連続9回目）

九州
- 福岡県代表 九州産業（2年連続10回目）
- 佐賀県代表 有田工業（初出場）
- 長崎県代表 長崎北（7年ぶり3回目）
- 熊本県代表 鎮西（2年ぶり25回目）
- 大分県代表 大分工業（3年ぶり14回目）
- 宮崎県代表 日向学院（初出場）
- 鹿児島県代表 鹿児島商業（3年連続12回目）
- 沖縄県代表 西原（2年ぶり15回目）

### 女子
- 前年度優勝 共栄学園（5年連続18回目・東京）

北海道・東北
- 北北海道代表 帯広南商業（初出場）
- 南北海道代表 札幌大谷（2年連続7回目）
- 青森県代表 弘前学院聖愛（6年ぶり4回目）
- 岩手県代表 盛岡女子（7年連続11回目）
- 宮城県代表 古川学園（13年連続28回目）
- 秋田県代表 聖霊女子短大附（4年連続11回目）
- 山形県代表 米沢中央（3年連続3回目）
- 福島県代表 原町（初出場）

関東
- 茨城県代表 大成女子（4年連続13回目）
- 栃木県代表 文星女子（21年ぶり9回目）
- 群馬県代表 高崎商業（15年ぶり8回目）
- 埼玉県代表 春日部共栄（11年ぶり4回目）
- 千葉県代表 市立船橋（2年連続16回目）
- 東京都代表Ⅰ 八王子実践（3年連続31回目）
- 東京都代表Ⅱ 実践学園（初出場）
- 東京開催地 文京学院大学女子（4年連続5回目）
- 神奈川県代表Ⅰ 大和南（2年連続5回目）
- 神奈川県代表Ⅱ 市立橘（7年連続11回目）
- 山梨県代表 日本航空（3年連続3回目）

東海・北信越
- 新潟県代表 帝京長岡（2年連続5回目）
- 長野県代表 松商学園（2年連続14回目）
- 富山県代表 富山第一（2年ぶり2回目）
- 石川県代表 金沢商業（4年連続25回目）
- 福井県代表 北陸（2年ぶり2回目）
- 静岡県代表 静岡市立商業（3年ぶり13回目）
- 愛知県代表 人間環境大岡崎学園（5年ぶり23回目）
- 岐阜県代表 益田清風（初出場）
- 三重県代表 津商業（5年連続6回目）

近畿
- 滋賀県代表 近江（2年ぶり11回目）
- 京都府代表 京都橘（9年連続9回目）
- 大阪府代表Ⅰ 大阪国際滝井（2年ぶり15回目）
- 大阪府代表Ⅱ 南寝屋川（2年ぶり7回目）
- 兵庫県代表 須磨ノ浦女子（2年連続5回目）
- 奈良県代表 奈良女子（3年連続12回目）
- 和歌山県代表 和歌山信愛女子短大附（6年ぶり21回目）

中国
- 鳥取県代表 米子西（9年ぶり9回目）
- 島根県代表 松江北（初出場）
- 岡山県代表 就実（3年連続32回目）
- 広島県代表 沼田（4年連続8回目）
- 山口県代表 誠英（13年連続23回目）

四国
- 徳島県代表 城南（3年連続6回目）
- 香川県代表 高松商業（初出場）
- 愛媛県代表 聖カタリナ女子（14年連続27回目）
- 高知県代表 高知商業（2年連続14回目）

九州
- 福岡県代表 戸畑商業（初出場）
- 佐賀県代表 鹿島実業（6年ぶり3回目）
- 長崎県代表 九州文化学園（11年連続21回目）
- 熊本県代表 熊本信愛女子（19年連続19回目）
- 大分県代表 東九州龍谷（17年連続22回目）
- 宮崎県代表 延岡学園（（2年ぶり9回目）
- 鹿児島県代表 鹿屋中央（2年連続2回目）
- 沖縄県代表 中部商業（4年連続19回目）

### シード校
男子
- 第1シード校 深谷
- 第2シード校 東北
- 第3シード校 大塚
- 第4シード校 星城
- 第5シード校 東亜学園

女子
- 第1シード校 共栄学園
- 第2シード校 大阪国際滝井
- 第3シード校 九州文化学園
- 第4シード校 東九州龍谷
- 第5シード校 八王子実践

## 試合結果

### 男子
1回戦
- 九州産業 2 - 0 駿台学園
- 高知 2 - 0 関商工
- 青森工業 2 - 0 阿南工業
- 霞ヶ浦 2 - 0 花園
- 崇徳 2 - 0 白樺学園
- 下田南 2 - 0 安田学園
- 雄物川2 - 1西原
- 金光学園2 - 1大阪商業大高
- 高松工芸 2 - 0 有田工業
- 秦野南が丘 2 - 0 多々良学園
- 市立船橋 2 - 0 近江

- 大分工業 2 - 0明和県央
- 長崎北 2 - 0 金沢商業
- 山形南 2 - 1富山第一
- 日本航空 2 - 0 新発田中央
- 足利工業大附 2 - 0鳥取工業
- 松山工業 2 - 1 安来
- 福井工 2 - 0 磐城二
- 岡谷工業 2 - 0 添上
- 市立尼崎 2 - 0 鹿児島商業
- 皇學館 2 - 0 東海大第四

2回戦
- 市立船橋 2 - 0盛岡南
- 崇徳 2 - 0 開智
- 東亜学園 2 - 0 金光学園
- 日向学院 2 - 0 霞ヶ浦
- 市立橘 2 - 0 皇學館
- 九州産業 2 - 0 山形南
- 足利工大附 2 - 1 高知
- 大分工業 2 - 0 青森工業

- 深谷 2 - 1 高松工芸
- 岡谷工業 2 - 1 星城
- 東北 2 - 0 市立尼崎
- 鎮西 2 - 0 日本航空
- 長崎北 2 - 0 伊奈学園総合
- 大塚 2 - 0 松山商業
- 福井工大福井 2 - 0 下田南
- 秦野南が丘 2 - 1 雄物川

3回戦
- 崇徳 2 - 1 鎮西
- 東亜学園 2 - 1 大分工業
- 深谷 2 - 1 福井工大福井
- 長崎北 2 - 1 市立船橋

- 岡谷工業 2 - 0 秦野南が丘
- 東北 2 - 0 足利工大附
- 日向学院 2 - 1 市立橘
- 九州産業 2 - 0 大塚

準々決勝
- 深谷 2 - 0 崇徳
- 東北 2 - 0 長崎北

- 岡谷工業 2 - 0 東亜学園
- 九州産業 2 - 0 日向学院

準決勝
- 深谷 3 - 1 岡谷工業
- 東北 3 - 2 九州産業

決勝
- 深谷 3 - 0 東北

### 女子
1回戦
- 誠英 2‐0 聖カタリナ
- 鹿屋中央 2 - 0 大和南
- 古川学園 2 - 0 南寝屋川
- 実践学園 2 - 0 静岡市立商業
- 北陸 2 - 0 松江北
- 奈良女子 2 - 0 米子西
- 市立船橋 2 - 1 人間環境大岡崎学園
- 高崎商業 2 - 1 近江
- 松商学園 2 - 0 原町
- 金沢商業 2 - 0 米沢中央
- 札幌大谷 2 - 0 高知商業

- 宇都宮文星女子 2 - 0 帯広南商業
- 春日部共栄 2 - 1 就実
- 中部商業 2 - 0 和歌山信愛女子短大附
- 富山第一 2 - 1 延岡学園
- 須磨ノ浦女子 2 - 0 鹿島実業
- 市立橘 2 - 0 弘前学園聖愛
- 京都橘 2 - 0 津商業
- 大成女子 2 - 1 熊本信愛女学院
- 盛岡女子 2 - 1 城南
- 聖霊女子短大附 2 - 0 日本航空

2回戦
- 八王子実践 2 - 0 古川学園
- 鹿屋中央 2 - 0 益田清風
- 奈良女子 2 - 0 戸畑商業
- 東九州龍谷 2 - 0 高崎商業
- 誠英 2 - 1 共栄学園
- 中部商業 2 - 0 高松商業
- 文京学院大 2 - 1 松商学園
- 市立橘 2 - 1 帝京長岡

- 京都橘 2 - 1 聖霊女子短大附
- 実践学園 2 - 0 札幌大谷
- 富山第一 2 - 0 市立船橋
- 盛岡女子 2 - 0 北陸
- 市立沼田 2 - 1 金沢商業
- 九州文化学園 2 - 0 春日部共栄
- 大阪国際滝井 2 - 1 大成女子
- 須磨女子 2 - 0 宇都宮文星女子

3回戦
- 京都橘 2 - 0 九州文化学園
- 八王子実践 2 - 0 富山第一
- 須磨ノ浦女子 2 - 0 誠英
- 中部商業 2 - 0 文京学院大女

- 東九州龍谷 2 - 0 盛岡女
- 奈良女子 2 - 0 市立橘
- 鹿屋中央 2 - 0 市立沼田
- 大阪国際滝井 2 - 0 実践学園

準々決勝
- 京都橘 2 - 0 中部商業
- 東九州龍谷 2 - 1 八王子実践

- 大阪国際滝井 2 - 0 奈良女子
- 鹿屋中央 2 - 0 須磨ノ浦

準決勝
- 東九州龍谷 3－1 鹿屋中央
- 京都橘 3－0 大阪国際滝井

決勝
- 東九州龍谷 3－1 京都橘

## 備考
- 大会の模様は例年通りフジネットワークで放送されたが、前年の別の大会における不祥事により、ジャニーズ事務所がこの回に限り大会運営・テレビ放送の場から排除される事態となった。主にテレビ中継で使われた大会の公式テーマ曲も、玉置成実の「MY WAY」であった。大会自体でも、当初の代表校が不祥事で参加辞退に追い込まれるケースが発生したことも影響している。